# ATP Challenger São Paulo (2009–2010)
Das ATP Challenger São Paulo (offiziell: Copa Petrobras São Paulo) war ein Tennisturnier, das von 2009 bis 2010 jährlich in São Paulo, Brasilien stattfand. Es gehörte zur ATP Challenger Tour und wurde im Freien auf Sand gespielt. Rekordsieger ist Franco Ferreiro mit zwei Titeln im Doppel. Es war das Nachfolgeturnier von Aracaju.

## Liste der Sieger

### Einzel
| Jahr | Sieger          | Finalgegner      | Ergebnis      |
| ---- | --------------- | ---------------- | ------------- |
| 2010 | Marcos Daniel   | Thomaz Bellucci  | 6:1, 3:6, 6:3 |
| 2009 | Thomaz Bellucci | Nicolás Lapentti | 6:4, 6:4      |

### Doppel
| Jahr | Sieger                            | Finalgegner                         | Ergebnis          |
| ---- | --------------------------------- | ----------------------------------- | ----------------- |
| 2010 | Franco Ferreiro (2) André Sá      | Rui Machado Daniel Muñoz de la Nava | 3:6, 7:62, [10:8] |
| 2009 | Franco Ferreiro (1) Ricardo Mello | Diego Junqueira David Marrero       | 6:3, 6:3          |